# Eurobowmaniella muticus
Eurobowmaniella muticus är en kräftdjursart som först beskrevs av W. M. Tattersall 1915.  Eurobowmaniella muticus ingår i släktet Eurobowmaniella och familjen Mysidae. Inga underarter finns listade i Catalogue of Life.